# Павловский сельский совет (Сумская область)
Павловский сельский совет (укр. Павлівська сільська рада) — входит в состав
Белопольского района
Сумской области
Украины.
Административный центр сельского совета находится в 
с. Павловка
.

## Населённые пункты совета
- с. Павловка
- с. Волфино
- с. Катериновка
- с. Кислая Дубина
- с. Мелячиха
- с. Мирлоги
- с. Шпиль

## Ликвидированные населённые пункты совета
- с. Мылово